# Perizoma albofasciata
Perizoma albofasciata là một loài bướm đêm trong họ Geometridae.